# Protodiacre (orthodoxie)
Pour les articles homonymes, voir protodiacre.

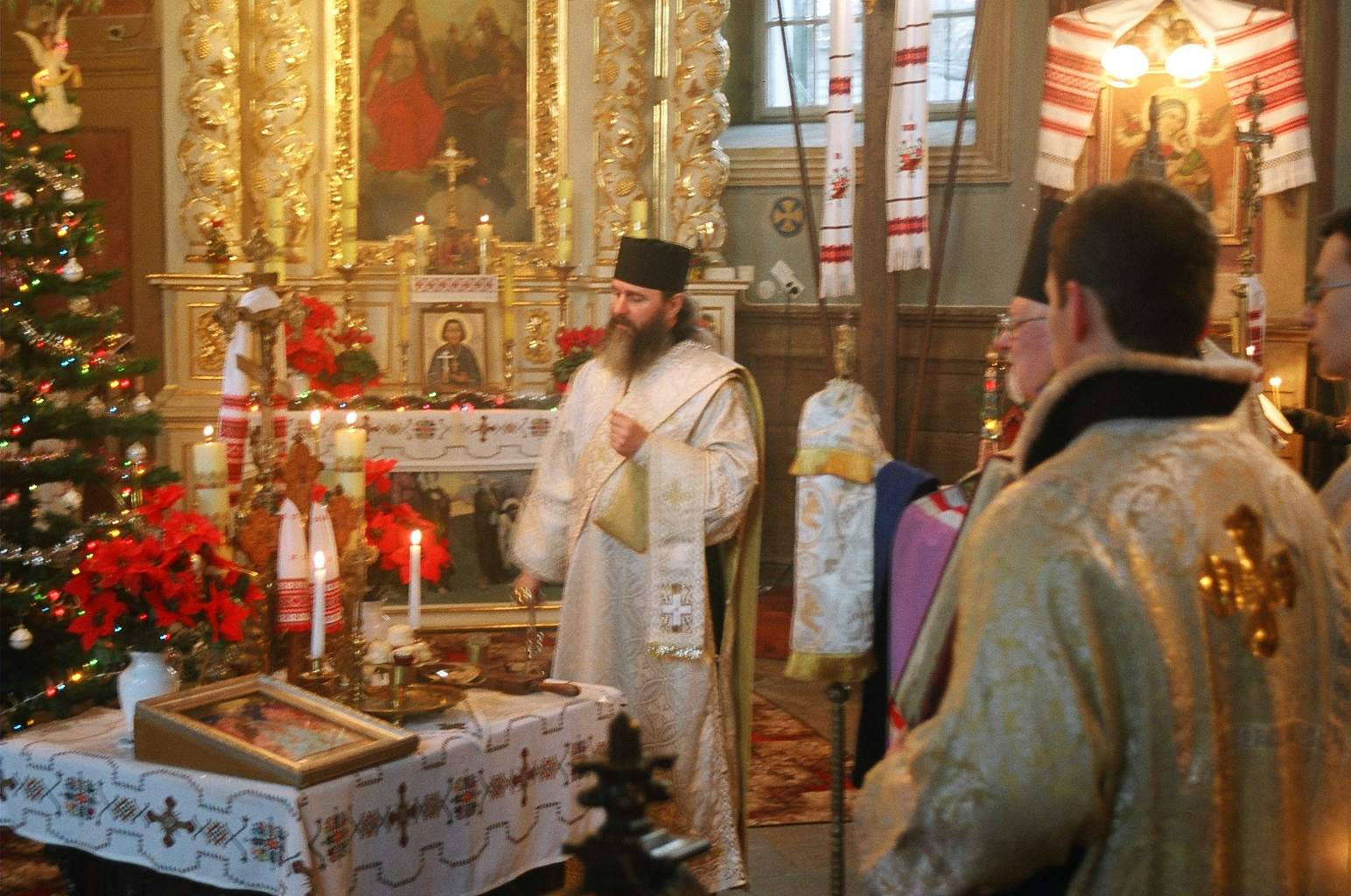
Protodiacre uniate de la cathédrale de Sanok, portant le kamilavkion sur la tête et l'orarion plié sur l'avant-bras gauche

Le protodiacre dans l'Église orthodoxe, ou chez les Gréco-catholiques (uniates), est le diacre principal du diocèse (éparchie). C'est un titre et non un degré, puisqu'au-dessus de l'ordination du diacre, se trouve l'ordination du prêtre. Le diacre est donc élevé au titre de protodiacre au moment du rite de l'élévation qui se tient au moment de la Petite Entrée, pendant la Liturgie des Catéchumènes.
Il officie dans la cathédrale diocésaine. Son orarion est brodé trois fois du mot saint, en référence au trisagion. Aujourd'hui cette fonction se donne aussi aux diacres mariés ayant plus de vingt ans de service. En Russie, ils portent alors un skouphos de couleur bordeaux. Ils ont le plus souvent une belle voix pour animer le chant liturgique.
Le protodiacre du patriarche porte le titre d'archidiacre.